# 埃尔斯多夫-韦斯特米伦
埃尔斯多夫-韦斯特米伦（德語：Elsdorf-Westermühlen）是德国石勒苏益格－荷尔斯泰因州的一个市镇。总面积27.48平方公里，总人口1678人，其中男性824人，女性854人（2011年12月31日），人口密度61人/平方公里。